# Amazonekroontiran
De Amazonekroontiran (Onychorhynchus coronatus) is een zangvogel uit de familie Onychorhynchidae.

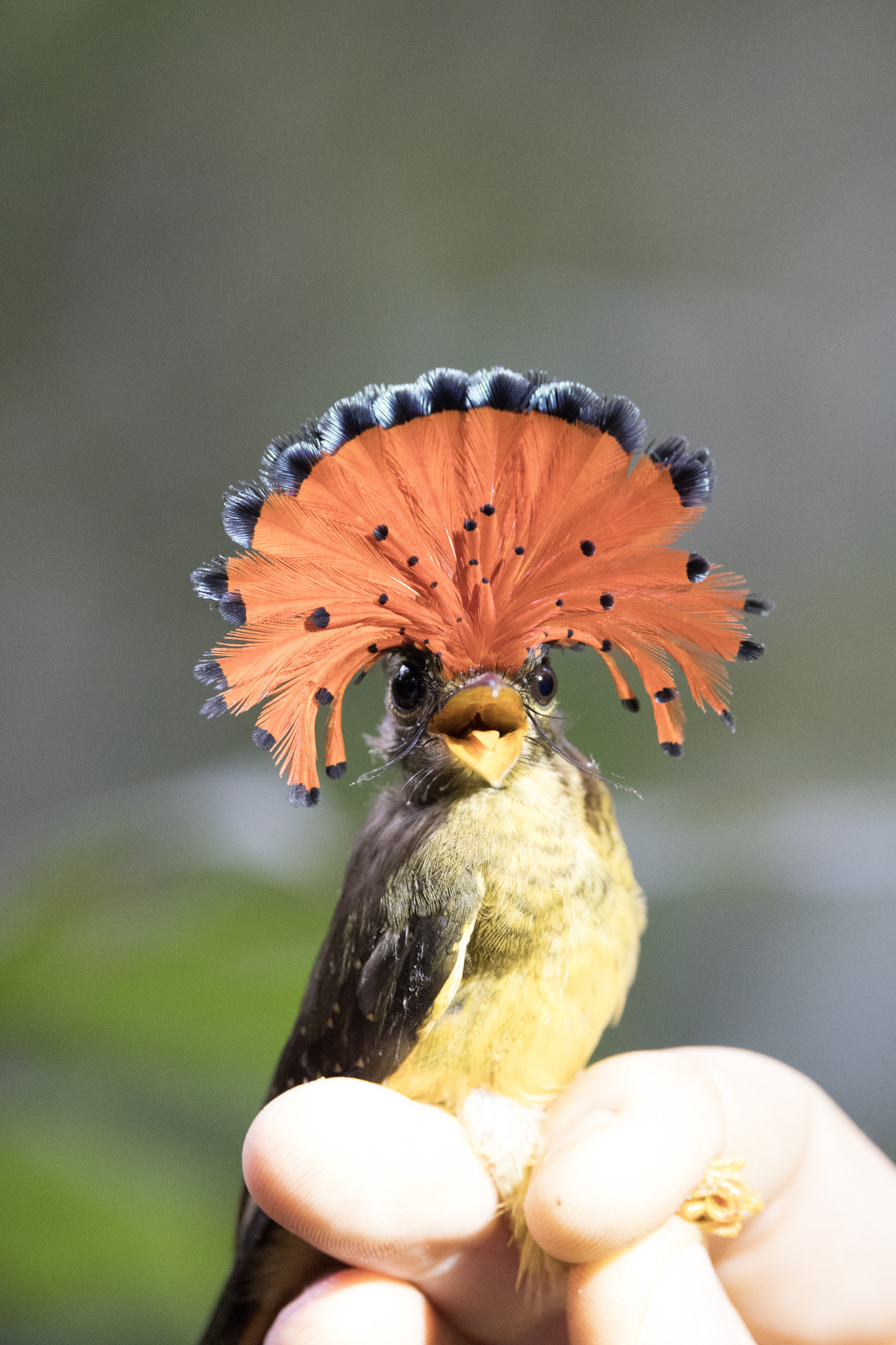

## Kenmerken
Het verenkleed is aan de onderzijde oranjebruin en aan de bovenzijde bruin. De staart is oranjebruin. De felgekleurde, waaiervormige kuif is bij het mannetje rood met blauwe veertoppen en bij het vrouwtje geel met blauwe toppen. De kuif is meestal niet opgezet en steekt soms zover naar achteren dat de vogel een 'hamerkop' lijkt te hebben.

## Leefwijze
Zijn voedsel bestaat voornamelijk uit insecten, die hij met uitvallen uit de lucht plukt.

## Verspreiding en leefgebied
Deze soort komt voor van Mexico tot het Amazonebekken in de laaglandheuvels in regenwoud en subtropisch open bos. Er zijn vijf ondersoorten:
- O. c. castelnaui Deville, 1849: het westelijk Amazonebekken.
- O. c. coronatus (Müller, PLS, 1776): oostelijk Venezuela, de Guyana's en noordelijk Brazilië.
- O. c. mexicanus (Sclater, PL, 1857) -  Noordelijke kroontiran: zuidoostelijk Mexico tot Panama.
- O. c. fraterculus Bangs, 1902	: noordoostelijk Colombia tot noordwestelijk Venezuela
- O. c. occidentalis (Sclater, PL, 1860) - Pacifische kroontiran: West-Ecuador en noordwestelijk Peru

## Status
De grootte van de populatie is in 2008 geschat op 0,5-5 miljoen volwassen vogels. Op de Rode lijst van de IUCN heeft deze soort de status niet bedreigd.